# Mirko Deflorian
Mirko Deflorian (* 19. Mai 1980 in Cavalese) ist ein italienischer Skirennläufer, der seit 2010 für die Republik Moldau startet.

## Biografie
Sein erstes FIS-Rennen bestritt Deflorian im Dezember 1995, der erste Sieg folgte im April 1998. Im Europacup war er erstmals im Dezember 1997 am Start und konnte bisher viermal gewinnen. Sein erstes Weltcuprennen fuhr Deflorian am 28. Februar 2004: Im Riesenslalom von Kranjska Gora holte er mit Rang 21 auch gleich Weltcuppunkte. Bereits in seinem dritten Weltcuprennen, dem Riesenslalom in Val-d’Isère am 12. Dezember 2004, fuhr er auf Rang 5 und eine Woche später beim Riesenslalom auf der Gran Risa in Alta Badia auf Rang 6. Im Februar 2005 nahm er im Riesenslalom an den Weltmeisterschaften in Bormio teil, schied aber bereits im ersten Durchgang aus. Im Weltcup erreichte er in den Saisonen 2005/06 und 2006/07 keine weiteren Spitzenresultate. Im März 2007 kam er zum vorerst letzten Mal im Weltcup zum Einsatz.
Am 19. Februar 2008 wurde Deflorian bei den italienischen Juniorenmeisterschaften positiv auf Kokain getestet. Er wurde dafür am 15. Dezember 2008 vom Italienischen Olympischen Komitee (CONI) rückwirkend für 18 Monate gesperrt, nachdem er vom Italienischen Wintersportverband (FISI) im September freigesprochen worden war. Seit November 2009 fährt er wieder Europacup- und FIS-Rennen. Im August 2010 nahm Mirko Deflorian die moldauische Staatsbürgerschaft an. Er startet seither für die Republik Moldau und fuhr sein erstes Rennen für den neuen Verband im November 2010. Als moldauischer Skirennläufer nahm er neben dem Europacup erstmals seit 2007 auch wieder an Weltcuprennen teil, blieb aber in der gesamten Saison 2010/11 ohne Punkte. Bei den Weltmeisterschaften 2011 in Garmisch-Partenkirchen – seiner zweiten WM nach 2005 – erreichte er den 14. Platz in der Super-Kombination. Die Abfahrt beendete er an 33. Position, im Super-G und im Riesenslalom schied er aus.

## Erfolge

### Weltmeisterschaften
- Garmisch-Partenkirchen 2011: 14. Super-Kombination, 33. Abfahrt

### Weltcup
- Zwei Platzierungen unter den besten sechs

### Europacupsiege
| Datum             | Ort          | Land       | Disziplin    |
| ----------------- | ------------ | ---------- | ------------ |
| 1. Dezember 2004  | Levi         | Finnland   | Riesenslalom |
| 2. Dezember 2004  | Levi         | Finnland   | Riesenslalom |
| 17. Dezember 2004 | St. Vigil    | Italien    | Riesenslalom |
| 10. Januar 2008   | Hinterstoder | Österreich | Super-G      |

### Weitere Erfolge
- Italienischer Vizemeister in der Kombination 2004 und 2010
- Italienischer Juniorenmeister im Riesenslalom und in der Kombination 2000
- 11 Siege in FIS-Rennen (10× Riesenslalom, 1× Slalom)